# Coleto
Un coleto era una casaca o chaleco de cuero, por lo común de ante, abierta por delante y con una especie de faldones que cubría el cuerpo desde el cuello hasta la cintura.
Lo utilizaban los campesinos y maragatos en algunas provincias españolas para defensa y abrigo del cuerpo. Familiarmente y por extensión, también se denomina así al cuerpo del hombre. 